# Noces rouges (mini-série)
Ne doit pas être confondu avec Noces rouges (film) ou Les Noces rouges.
Production
Diffusion
Noces rouges est une mini-série franco-belge en six épisodes de 52 minutes réalisée par Marwen Abdallah, diffusée pour la première fois en Belgique, du 5 au 19 août 2018 sur La Une, puis en Suisse, du 8 au 15 août 2018 sur RTS Un et en France, du 28 août au 11 septembre 2018 sur France 3.
La série est une coproduction de Scarlett Production, France Télévisions, Be-Films et la RTBF (télévision belge).

## Synopsis
Sandra, la fille d'une restauratrice de renom, se marie. Tous ses amis et sa famille sont là, y compris sa sœur, Alice, revenue d'Australie après quatre ans d'absence. Mais, alors que la fête bat son plein, la mariée est retrouvée morte au pied d'une falaise. Se serait-elle suicidée ? Vincent Tambarini, ami de la famille et présent au mariage, se voit confier l'enquête. Petit à petit, des secrets de famille resurgissent.

## Fiche technique
La mini-série présente les spécifiques techniques suivantes :
- Réalisation : Marwen Abdallah[1]
- Scénario : Jeanne Le Guillou et Bruna Dega
- Sociétés de production : Scarlett Production, 13 Productions, France Télévisions, Be-Films et la RTBF (télévision belge)[1]
- Productrice : Florence Dormoy
- Productrice exécutive : Sophie Barrat
- Première assistante réalisateur : Laura Piedelièvre
- Image : Jean-Pierre Hervé
- Musique originale : Christophe Julien
- Son : Jean-Michel Tresallet
- Décors : Gérald Fauritte
- Montage : Anthony Bellagamba et Ludivine Saes
- Directeur de production : Olivier Garabédian
- Pays d'origine :  France,  Belgique
- Langue d'origine : français
- Durée : 6 × 52 minutes[1]
- Genre : policier
- Dates de diffusion :
  -  Belgique : Du 5 au 19 août 2018 sur La Une[3]
  -  Suisse : Du 8 au 15 août 2018 sur RTS Un[4]
  -  France : Le 7 août 2018 sur Internet et du 28 août au 11 septembre 2018 sur France 3[5]

## Distribution
Les différents rôles :
- Alexia Barlier : Alice Pavane
- Joyce Bibring : Sandra Pavane
- Cristiana Reali : Claire Pavane, mère d'Alice et Sandra et patronne du restaurant Au Claire de l'eau
- Patrick Catalifo : Guy Pavane, père d'Alice et Sandra et moniteur de plongée
- Alexandra Vandernoot : Géraldine Pavane, sœur de Guy et patronne du restaurant La Paillote
- Lannick Gautry : Vincent Tambarini, le capitaine de police chargé de l'enquête
- David Baiot : Benjamin, l'adjoint de Vincent
- Stéphane Freiss : Étienne, l'ami de Géraldine et ancien médecin du SAMU
- Guillaume Duhesme : William Gaubert, le mari de Sandra et officier de l'Armée de l'air française
- Constance Labbé : Camille, compagne de Vincent
- Laurent Fernandez : Marc Gaubert, père de William et de Younès
- Stefan Godin : Pierre Tambarini, père de Vincent et de Simon et mari de Cathy
- Sophie de La Rochefoucauld : Cathy Tambarini, mère de Vincent et de Simon et femme de Pierre
- Selma Kouchy : Yasmina, compagne de Marc et mère de Younès
- Claire-Lise Lecerf : Blandine Pasquali, sœur d'Anthony et compagne de Fabio
- Thomas Drelon : Fabio Mennucci, compagnon de Blandine et ancien apprenti de Claire
- Malik Elakehal El Miliani : Sélim Dorzmann, ami de William et officier de l'Armée de l'air
- Julien Faure : Fabien Guillerand, ami de William et officier de l'Armée de l'air
- Anaïs Fabre : Karen Mestre, ancienne élève de l'école des officiers de l'Armée de l'air
- François Sciolla : Anthony Pasquali, frère de Blandine
- Romain Paul : Simon Tambarini, petit frère de Vincent
- Éden Marie-Sanchez : Younès, fils de Marc et Yasmina
- David Marchal : Erwan, un ami de Géraldine
- Julien Croquet : Tom, compagnon d'Alice en Australie
- Laure de Butler : la légiste
- Patrick Albenque : le banquier
- Thierry Otin : le médecin généraliste de Claire
- Gilbert Traïna : le neurologue
- Philippe Koa : le médecin spécialiste de Claire
- Maximilien Fussen : un policier
- Florence Demay : la photographe du mariage
- Juliette Chêne : l'interne de l'hôpital
- Virginie Chevalier : la réceptionniste du commisariat
- Benjamin Gomez : Rodolphe, le planton du commissariat
- Olivier Cabassut : le patron de la blanchisserie
- David Nguyen : le premier pote de Simon
- Jérémy Barrière : le deuxième pote de Simon
- Antoine Léon : le troisième pote de Simon
- Emmy Stévenin : Alice Pavane à 13 ans
- Élisa Cheron : Sandra Pavane à 8 ans
- Ophélie Pacot : Claire Pavane jeune

## Tournage
La mini-série a été tournée en Provence-Alpes-Côte d'Azur, notamment à Cassis et à Marseille, du 23 octobre 2017 au 25 janvier 2018.

## Réception critique
Ciné Télé Revue parle d'une « intrigue policière [qui] va vous tenir en haleine durant toute la saison » et qualifie le casting de « premium ». Pure Medias estime que « "Noces rouges" se consomme comme un vrai bon polar d'été, le genre dont on avale les pages pour connaître le dénouement le plus vite possible. Il faut dire que l'intrigue de départ est efficace. » Malgré quelques invraisemblances constatées, Pure Medias juge que « contrairement à d'autres mini-séries du genre, "Noces Rouges" ne se perd pas dans un mélange d'intrigues tarabiscotées ». Le Figaro qualifie l'histoire de « terrible, construite, moderne et dynamique », soulignant aussi le « casting de premier choix » citant Cristiana Reali, Patrick Catalifo, Alexia Barlier, Stéphane Freiss et Sophie de La Rochefoucauld. Moustique qualifie le téléfilm d'« épopée romanesque de qualité, avec une belle brochette d'acteurs crédibles et confirmés, y compris dans les rôles secondaires ». Le journaliste conclut : « Tissés comme une toile d'araignée, les six épisodes de Noces rouges nous baladent de semi-vérités en faux-semblants avec de vraies surprises, et beaucoup de plaisir. »

## Audiences

### En France
| Épisode | Jour et horaire de diffusion             | Téléspectateurs | Parts de marché | Références |
| ------- | ---------------------------------------- | --------------- | --------------- | ---------- |
| 1       | Mardi 28 août 2018 (21 h 5 - 22 h)       | 3 050 000       | 14 %            | [ 9 ]      |
| 2       | Mardi 28 août 2018 (22 h - 22 h 50)      | 3 100 000       | 15 %            | [ 9 ]      |
| 3       | Mardi 4 septembre 2018 (21 h 5 - 22 h)   | 3 022 000       | 13,1 %          | [ 10 ]     |
| 4       | Mardi 4 septembre 2018 (22 h - 22 h 50)  | 2 840 000       | 13,7 %          | [ 10 ]     |
| 5       | Mardi 11 septembre 2018 (21 h 5 - 22 h)  | 2 914 000       | 12,8 %          | [ 11 ]     |
| 6       | Mardi 11 septembre 2018 (22 h - 22 h 50) | 2 810 000       | 13,6 %          | [ 11 ]     |

## Autour de la mini-série
- La mini-série est décrite comme une saga familiale et estivale, même si la diffusion en France se fait à la fin de l'été « pour une meilleure visibilité » d'après Marie Dupuy d'Angeac, responsable de programmes unité fiction de France Télévisions[7].
- Cristiana Reali et Alexandra Vandernoot sont habituées à ce type de saga puisque Cristiana Reali avait joué dans Terre indigo, en 1996, et Le Miroir de l'eau, en 2004[12],[13] et Alexandra Vandernoot dans Tramontane, en 1999 et Le Bleu de l'océan, en 2003[6].
- Il en est de même de Lannick Gautry qui interprète ici le policier chargé de l'enquête qui est également un ami de la famille de la victime, il avait déjà joué un rôle similaire en 2016 dans la saison 1 de la saga de l'été de TF1, La Vengeance aux yeux clairs, il interprétait alors un policier proche de la famille de l'héroïne qui menait l'enquête sur les événements.